# Wilhelm Steeg (Widerstandskämpfer)
Wilhelm Steeg (* 31. Mai 1885 in Solingen-Ohligs; gest. 16. Februar 1944 in Köln) war ein deutscher Galvanisierarbeiter und Gegner des Nationalsozialismus, der wegen seiner widerständigen Haltung hingerichtet wurde.

## Biografie
Wilhelm Steeg nahm als Soldat am Ersten Weltkrieg teil. Von 1920 bis 1923 betrieb er in Solingen eine Galvanisieranstalt, die er aufgrund der Wirtschaftskrise verlor. Seit 1930 arbeitete er lohnabhängig als Vernickler. Steeg war gläubiger Katholik.
Im September 1943 äußerte er sich gegenüber einem früheren, auf Fronturlaub befindlichen Kollegen kritisch über die deutschen Heeresberichte. Er habe bei dieser Gelegenheit – so Zeugenaussagen – die tägliche Todesrate der „wie Hasen laufenden Deutschen“ auf 10.000 Soldaten geschätzt und den Kollegen dann aufgefordert, er solle doch „hierbleiben“, „die Brocken hinwerfen“ und „nach Hause kommen“, dann höre „der ganze Schwindel von selber auf“. Der Betriebsobmann Gustav Koch der DAF denunzierte ihn daraufhin. Wenige Tage später wurde Steeg festgenommen und in Solingen, dann bis 14. Dezember 1943 in Wuppertal-Bendahl inhaftiert. Anschließend wurde er nach Bonn verbracht und vor den dort tagenden Senat des Berliner Volksgerichtshofs gestellt. Am 16. Dezember 1943 wurde er wegen „öffentlicher Wehrkraftzersetzung“ zum Tode verurteilt und im Kölner Gefängnis Klingelpütz am 16. Februar 1944 nach der Ablehnung eines Gnadengesuchs hingerichtet. Die Angehörigen erfuhren von Prozess und Urteil erst nach der Hinrichtung und erst nach Kriegsende gelang es der Witwe, ihren Mann auf dem katholischen Friedhof in Ohligs bestatten zu lassen.
Nach Ende des Nationalsozialismus wurde der Betriebsobmann Koch 1948 als Denunziant zu 18 Monaten Haft wegen Verbrechens gegen die Menschlichkeit verurteilt.

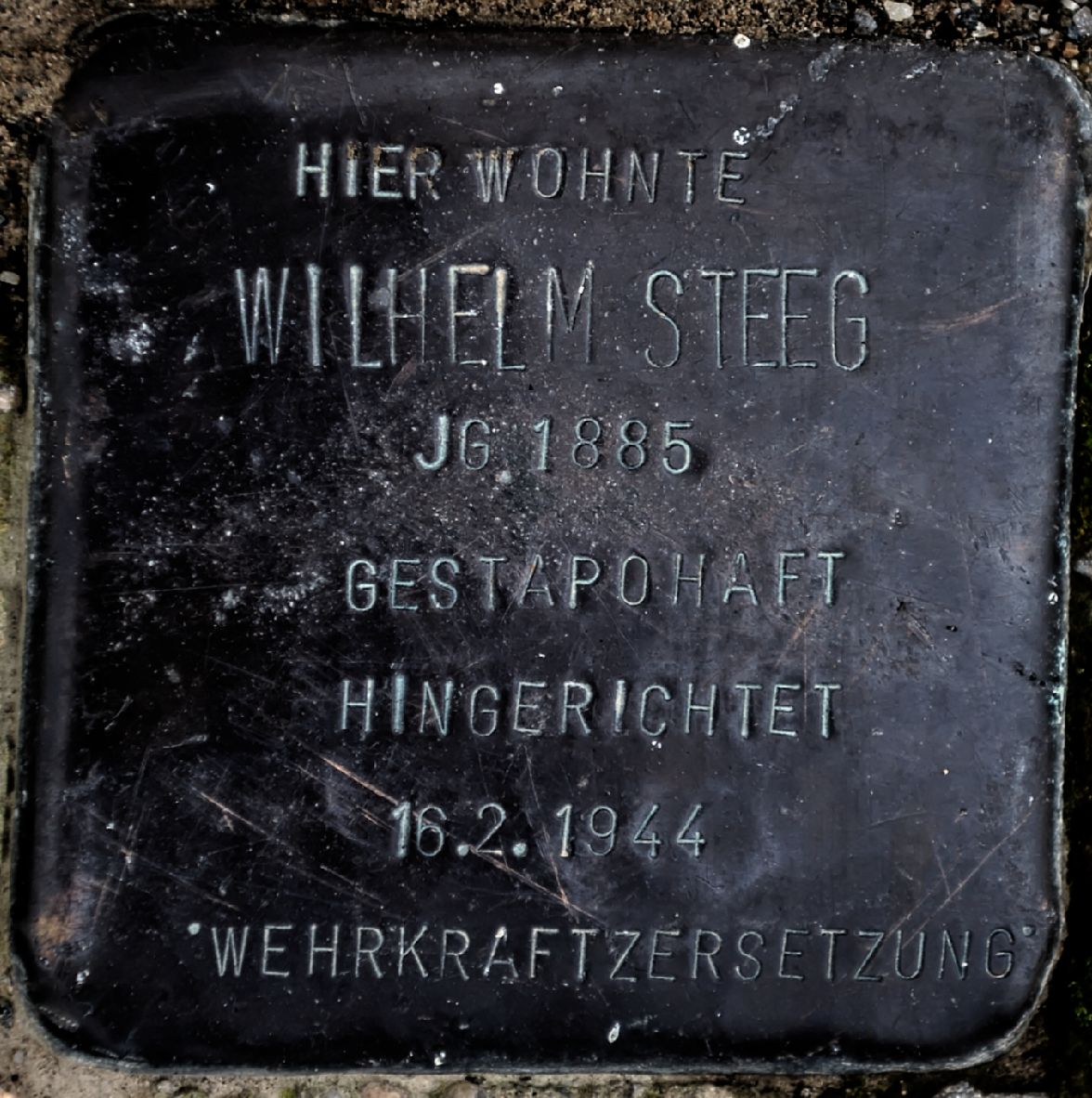
Stolperstein für Wilhelm Steeg in Solingen

Ein Stolperstein erinnert in Ohligs seit 2005 an Wilhelm Steeg.